# Dasyhelea decoratissima
Dasyhelea decoratissima är en tvåvingeart som först beskrevs av Gabriel Strobl 1910.  Dasyhelea decoratissima ingår i släktet Dasyhelea och familjen svidknott.
Artens utbredningsområde är Österrike. Inga underarter finns listade i Catalogue of Life.